# Eupteryx heydenii
Eupteryx heydenii är en insektsart som först beskrevs av Carl Ludwig Kirschbaum 1868.  Eupteryx heydenii ingår i släktet Eupteryx och familjen dvärgstritar. Inga underarter finns listade i Catalogue of Life.